# Marion Williams
| Marion Williams                           | Marion Williams                           |
| Kattints az alábbi külső linkek egyikére! | Kattints az alábbi külső linkek egyikére! |
| ----------------------------------------- | ----------------------------------------- |
| Nem található szabad kép.(?)              |                                           |
| külső link · jogvédett                    | Marion Williams                           |

Marion Williams (Miami, 1927. augusztus 29. – Philadelphia, 1994. július 2.) amerikai gospel-énekesnő.

## Pályakép
Hívő családba született. Énekórákat édesapjától kapott (aki Williams kilenc éves korában meghalt). A nélkülözés arra kényszerítette Williamst, hogy korán otthagyta az iskolát, anyja mosodájában és ápolónőként dolgozott.
Nemcsak a templomban énekelt, hanem utcazenészként is szerepelt.
1946-ban Philadelphiában lépett fel olyan közönség előtt, mint Gertrude Ward és Clara Ward. Felismerve tehetségét állást ajánlottak neki. Egy évvel később a Famous Ward Singers tagja lett. Természetes viselkedése és az előadások iránti lelkesedése kiérdemelte a „Miss Personality” becenevet.
Debütáló albuma Somebody Bigger Than You And I címmel 1958-ban jelent meg. A következő évben a Ward Band  tagjaival létrehozta a Stars of Faith-t, akikkel együtt szerepelt a Black Nativity című gospel musicalben, és transzatlanti turnéra indult.
1965-ben Williams szólókarrierbe kezdett. Elkápráztatta a közönségét olyan dalokkal, mint a Jesus Is All és legnagyobb szólóslágerével, a Standing Here Wondering Which Way to Goval.
A következő 15 évben Európában, Afrikában és a Karib-térségben turnézott. Bár 1988 óta dialízis alatt állt, továbbra is fellépett.
1992-ben szerepelt a Green Tomatoes című filmben. Ugyanebben az évben vendégszólistaként szerepelt Wynton Marsalis „In This House/On This Morning” című szvitjének ősbemutatóján. Olyan zenészek vettek részt felvételein, mint Keith Jarrett, Hank Jones, Joe Zawinul és Ray Bryant. A How I Got Over című felvétele több mint egymillió példányban kelt el. Prayer Changes Things című albuma elnyerte a Grand Prix du Disque-t Franciaországban 1976-ban.

## Albumok
- (?) Marion Williams Gospel Now
- 1958: Somebody Bigger Than You and I
- 1959: O Holy Night
- 1971: Standing Here Wondering Which Way to Go
- 1971: The New Message
- 1974: Blessed Assurance
- 1989: Surely God Is Able
- 1991: Strong Again
- 1993: Can’t Keep It to Myself
- 1994: I’ve Come So Far
- 1995: Born to Sing the Gospel

## Filmek
- Marion Williams az IMDb-n

## Díjak
- 1976: Grand Prix du Disque; for Prayer Changes Things
- 1993: MacArthur Alapítvány – „a gospel aranykorának utolsó személyisége, generációjának egyik legsokoldalúbb énekese.”
- 1993: a Kennedy Center Honors egyik kitüntetettje volt (Billy Preston, Little Richard és Aretha Franklin mellett).